# Андреев, Виктор Семёнович
Виктор Семёнович Андре́ев (1905, Харьков, Российская империя — 1988, Москва, СССР) — советский архитектор. Народный архитектор СССР (1978). Лауреат Сталинской премии третьей степени (1950). Член-корреспондент Академии архитектуры СССР и Академии строительства и архитектуры СССР.

## Биография
Родился 16 (29) сентября 1905 года в Харькове в семье рабочего. Его отец, Семён Порфирьевич Андреев (1870—1942), работал на харьковской кондитерской фабрике, а мать, Мария Михайловна Андреева, была домохозяйкой (1880—1963).
В 1921 году окончил 7 классов школы. Уже в школе проявились его способности к рисованию. В 1921—1924 годах учился в рабочем техникуме. В 1924 году он поступил на архитектурный факультет Харьковского государственного художественного института (ныне Харьковская государственная академия дизайна и искусств), который окончил 1929 году. Во время учёбы проявил себя как талантливый художник.
После окончания института работал в «Гипрограде» УССР. Выполнил проект типографии в Харькове, планировку городов Большое Запорожье и Большой Мариуполь, острова Хортица, проекты посёлков для Донбасса и Алтая.
В 1933 году переехал в Москву, где поступил на работу в Управление проектирования Дворца Советов (занимался планировкой площади Дворца Советов). В том же году по конкурсу был принят в аспирантуру Академии архитектуры СССР. Там В. С. Андреев учился у И. В. Жолтовского, И. А. Фомина и Г. П. Гольца. Одновременно работал в мастерской живописи и рисунка Е. Е. Лансере. Окончив аспирантуру в 1937 году, был оставлен при Академии архитектуры у Е. Е. Лансере ассистентом по кафедре акварели и старшим научным сотрудником. Участвовал в проектировании павильона механизации на ВСХВ. С весны 1941 года работал в проектных мастерских Мосгорисполкома по проектированию Садового кольца.
Во время Великой Отечественной войны работал в службе маскировки Мосгорисполкома, занимался маскировкой оборонительных сооружений в Москве. Ближе к конце войны занимался послевоенным восстановлением городов. Проектировал застройку центра Минска, вокзала в Киеве, здания обкома партии в Харькове.
В 1943—1957 годах преподавал в Московском архитектурном институте (доцент с 1945 года). В 1947-1949 годах учился в университете Марксизма-Ленинизма. В 1944 году был назначен руководителем мастерской № 5 Мосгорисполкома. Активно занимался послевоенным строительством в городе. За строительство административного здания на улице Горького, 11 был удостоен Сталинской премии 1950 года. В 1951 году, после организации районных мастерских, возглавил 1-ю мастерскую Моспроекта, занимавшуюся застройкой Дзержинского района.
Руководил и принимал участие в застройке московских районов Медведково, Свиблово, Бескудниково, Бабушкино, Ярославского шоссе, Мещанских улиц, Переяславской улицы, магистрали «Северный луч». Многие работы выполнил в соавторстве с архитекторами К. Д. Кисловой, Г. М. Вульфсоном и Т. Г. Заикиным.
Член Союза архитекторов СССР с 1936 года. Член ВКП(б) с 1951 года. Член-корреспондент Академии архитектуры СССР с 1950 года. Позднее — член-корреспондент Академии строительства и архитектуры СССР.
Занимался графикой и живописью. Выполнил галерею портретов архитекторов, а также серии этюдов из Бирмы, Китая и Гвинеи. Неоднократно экспонировался на выставках в Центральном доме архитектора, Доме Дружбы народов и в Музее архитектуры имени Щусева.
В 1950—1953 годах являлся ответственным секретарём Московского отделения Союза архитекторов. Был членом правления Союза архитекторов СССР с 1951 года. Пять раз избирался депутатом Московского городского совета от Дзержинского и Бабушкинского районов Москвы. Неоднократно избирался членом партийного комитета управления «Моспроект-1», членом пленумов Дзержинского и Фрунзенского райкомов КПСС города Москвы. В 1960 году стал первым президентом Общества культурных связей СССР — Бирма. В 1982 году вышел на пенсию.
Был женат на архитекторе К. Д. Кисловой (1918—1989). Жил в Москве на Беговой улице, 7-а (ныне Беговой проезд, 7). В последние годы жил в Южинском (ныне Большом Палашёвском) переулке, 3. Скончался 24 апреля 1988 года в Москве Похоронен на Ваганьковском кладбище рядом с женой (6 участок).

## Постройки

### Здания
- Типография (1933—1934, Харьков)[8];
- Площадь и павильон механизации на ВСХВ (1939, Москва, совместно с архитектором И. Г. Тарановым)[3];
- Жилой дом на 2-м Беговом проезде (1946, ныне Беговой проезд, 7)[10][11];
- Фасады жилых домов 1-й очереди застройки района Песчаных улиц (1948)[12];
- Пятиэтажный жилой дом на Малой Бронной улице (1948)[12];
- Административное здание (ГКНТ) (1949, Москва, Тверская улица, 11)[3];
- Выставочный павильон СССР (1952, Вена, совместно с архитектором К. Д. Кисловой и инженером Л. М. Гохманом)[2][3];
- Жилой дом (Москва, 1-й Новоподмосковный переулок, 2/1, совместно с архитектором К. Д. Кисловой)[13];
- Здание посольства ЧССР в СССР (1952—1954, Москва, совместно с архитектором К. Д. Кисловой, инженерами Л. М. Гохманом и Л. А. Муромцевым)[2][3];
- Выставочный павильон СССР (1953—1954, Пекин, совместно с архитектором К. Д. Кисловой и инженером Л. М. Гохманом)[2][8][14];;
- Реконструкция павильона «Механизация и электрификация сельского хозяйства СССР», совместно с архитектором И. Г. Тарановым (1954, Москва, ВВЦ);
- Здание НПО «Алмаз» на развилке Ленинградского и Волоколамского шоссе (1952—1955, Москва, совместно с архитектором Г. М. Вульфсоном, инженерами Л. М. Гохманом и Л. А. Муромцевым)[3][8];
- Дворец советско-китайской дружбы (1954—1955, Шанхай, совместно с архитектором К. Д. Кисловой и инженером Л. М. Гохманом)[2][3][8][14]
- Дворец советско-китайской дружбы (1954—1955, Гуанчжоу, совместно с архитектором К. Д. Кисловой)[8];
- Плавательный бассейн стадиона «Динамо» (1957, Москва, снесён)[15]
- Гостиница «Озеро Инья» на 240 номеров в Рангуне (Бирма, 1957—1959, совместно с архитектором К. Д. Кисловой и инженером Л. М. Гохманом)[2][8][14];
- Здание посольства КНР в СССР (1957—1959, Москва, совместно с архитектором К. Д. Кисловой, инженерами Л. М. Гохманом и Л. А. Муромцевым)[2][3][8];
- Зимний сад Большого Кремлёвского дворца Московского Кремля (1960, Москва, совместно с архитекторами Г. М. Вульфсоном, М. И. Прохоровой, Е. А. Крупиновой)[3];
- Междугородная телефонная станция на Котельнической набережной (1958—1963, Москва, совместно с архитектором Г. М. Вульфсоном, инженерами Л. М. Гохманом и Л. А. Муромцевым)[3][8];
- 25-этажный «Дом на курьих ножках» (1969, Москва, проспект Мира, дом 184, корпус 2, совместно с архитектором Т. Г. Заикиным, инженерами И. В. Беллавиным и В. М. Меламедом)[16];
- Дом Оптики (1971—1974, Москва, проспект Мира, дом 176, совместно с архитектором К. Д. Кисловой и инженером С. Дабагяном)[6];
- Здание посольства СССР в Болгарии (1975, София)[2][6];
- Здание Государственного института азотной промышленности (1976, Москва, улица Земляной Вал, 50Ас2)[12];
- 14-этажный жилой дом на Спиридоновке (Москва)[12];
- Дача председателя исполнительного комитета Моссовета В. Ф. Промыслова на Звенигородской улице[12];
- Жилые дома на Звенигородской улице, корпуса А и Б (конец 1960-х; ныне дома 12 и 14; совместно с архитектором К. Д. Кисловой и инженером С. Корецкой)[12][17];
- Гостиница «Космос» (1979, Москва, проспект Мира, дом 150, совместно с архитекторами Т. Г. Заикиным, В. В. Стейскалом, инженером И. В. Беллавиным и французскими архитекторами)[2];
- Дом политпросвета МГК и МК КПСС (1970—1980-е, Москва, Трубная площадь, совместно с архитекторами К. Д. Кисловой и В. Тулуповым, снесён)[2][6].

### Памятники
- Памятник Валерию Чкалову, совместно с архитектором И. Г. Тарановым и скульптором И. А. Менделевичем (1940, Нижний Новгород)[2][3];
- Обелиски-памятники на 1-м Волоколамском путепроводе, совместно с архитектором З. М. Розенфельдом (1943, Москва, не сохранились)[3][18];
- Памятник Юрию Долгорукому, скульпторы С. М. Орлов, А. П. Антропов, Н. Л. Штамм (1954, Москва, Тверская площадь)[2].

## Награды и звания
- Народный архитектор СССР (1978)[2]
- Заслуженный строитель РСФСР (1966)[2]
- Сталинская премия третьей степени (1950) — за архитектуру административного здания по улице Горького в Москве
- Два ордена Трудового Красного Знамени (в том числе 16.09.1939 — за павильон механизации на ВСХВ[19])
- Медаль «За оборону Москвы»[20]
- Медаль «За доблестный труд в Великой Отечественной войне 1941—1945 гг.»[20]
- Медаль «В память 800-летия Москвы»[20]